# Étoile à CH
Une étoile à CH est un type d'étoiles carbonées caractérisé par la présence de fortes raies d'absorption du méthylidyne CH dans leur spectre. Il s'agit d'étoiles de population II, c'est-à-dire plutôt de faible métallicité et au milieu de leur évolution, ayant une luminosité inférieure à celle des étoiles carbonées classiques de type C-N. Il s'agit typiquement d'étoiles rapides appartenant au halo galactique.
De nombreuses étoiles à CH sont connues pour être binaires et on peut raisonnablement penser que c'est le cas de toutes les étoiles à CH. À l'instar des étoiles à baryum, elles résultent probablement d'un transfert de matière vers l'actuelle étoile à CH à partir d'une étoile carbonée classique devenue naine blanche à la suite de ce transfert, comme c'est par exemple a priori le cas d'une étoile à CH observée dans l'amas globulaire M14.